# Nouvelles-Casernes
Les Nouvelles-Casernes (anciennement les casernes de l'artillerie) est un bâtiment militaire historique situé au 1, rue de l'Arsenal à Québec.
Sept sections composent les Nouvelles-Casernes.

## Histoire
Construit entre 1749 et 1752, selon les plans de Gaspard-Joseph Chaussegros de Léry, le bâtiment accueille d'abord les troupes Franches de la Marine, puis les troupes régulières. À partir de 1784, sous le Régime anglais, la Royal Artillery occupe les lieux.
Un incendie endommage gravement le bâtiment en 1851. Reconstruites en partie, les casernes sont délaissées après le départ de la garnison britannique en 1871. L'édifice change de vocation à partir de 1880 et devient une fabrique de cartouches. Elle subit diverses améliorations au cours des ans, surtout durant les deux guerres mondiales, avant de fermer ses portes en 1964.
Abandonnées depuis, les casernes sont classées « bien culturel » et deviennent inscrites au Registre du patrimoine du Québec le 19 octobre 2012. Des travaux sont entrepris pour la restauration et leur mise en valeur.

## Description
Le bâtiment des Nouvelles-Casernes possède trois étages et mesure 175 m de longueur. Il est incorporé à un mur de courtine qui longe la falaise. 
À l'intérieur, on retrouve des corps de casernes, des salles d'armes, des magasins, des prisons et un corps de garde.

## Patrimoine
Les Nouvelles-Casernes apparaissent à la même époque que la nouvelle enceinte de la ville. L'édifice est l'un des plus longs construits en Nouvelle-France. Par sa fonction de casernement, le bâtiment aura une grande influence sur le tissu urbain du quartier.

## Galerie

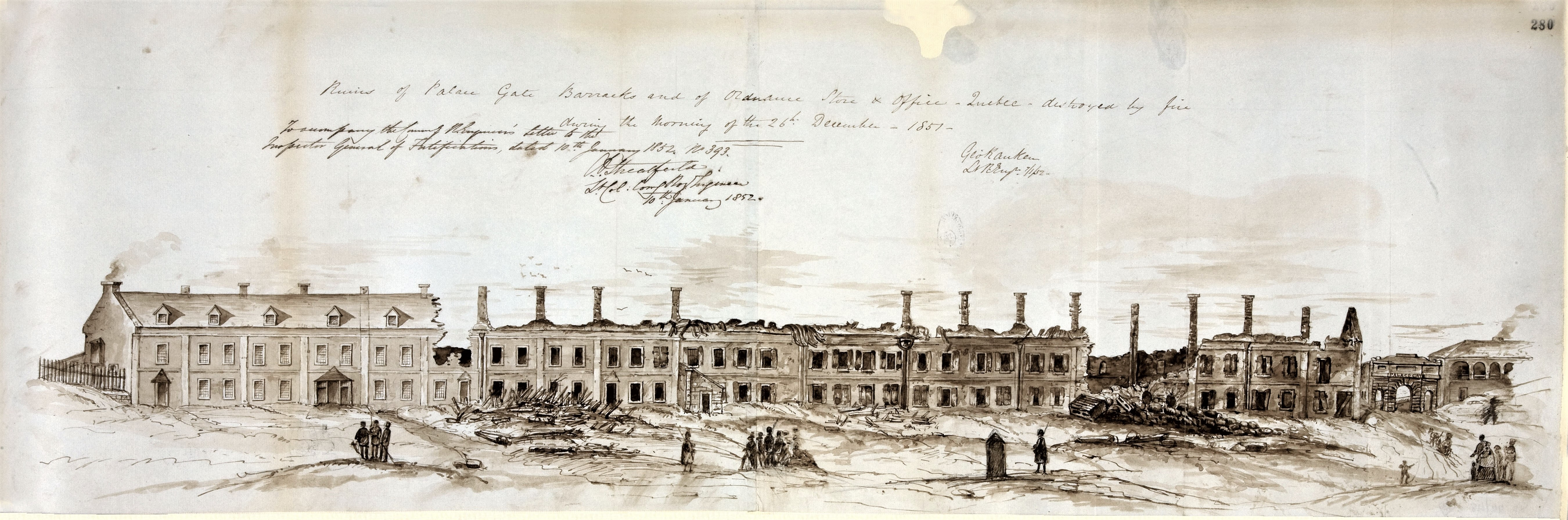
Ruines de l'incendie de 1851
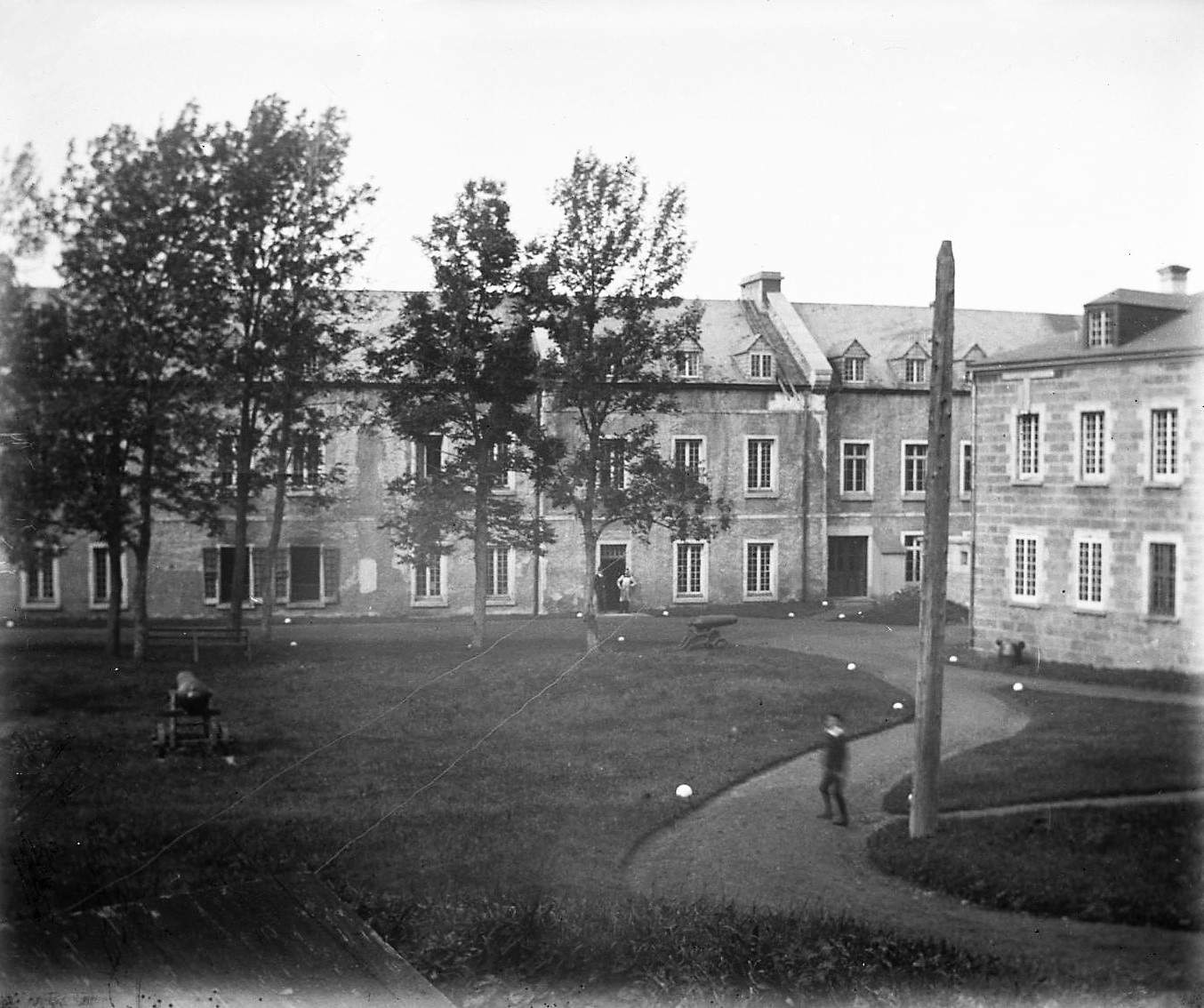
Section 3 en 1900
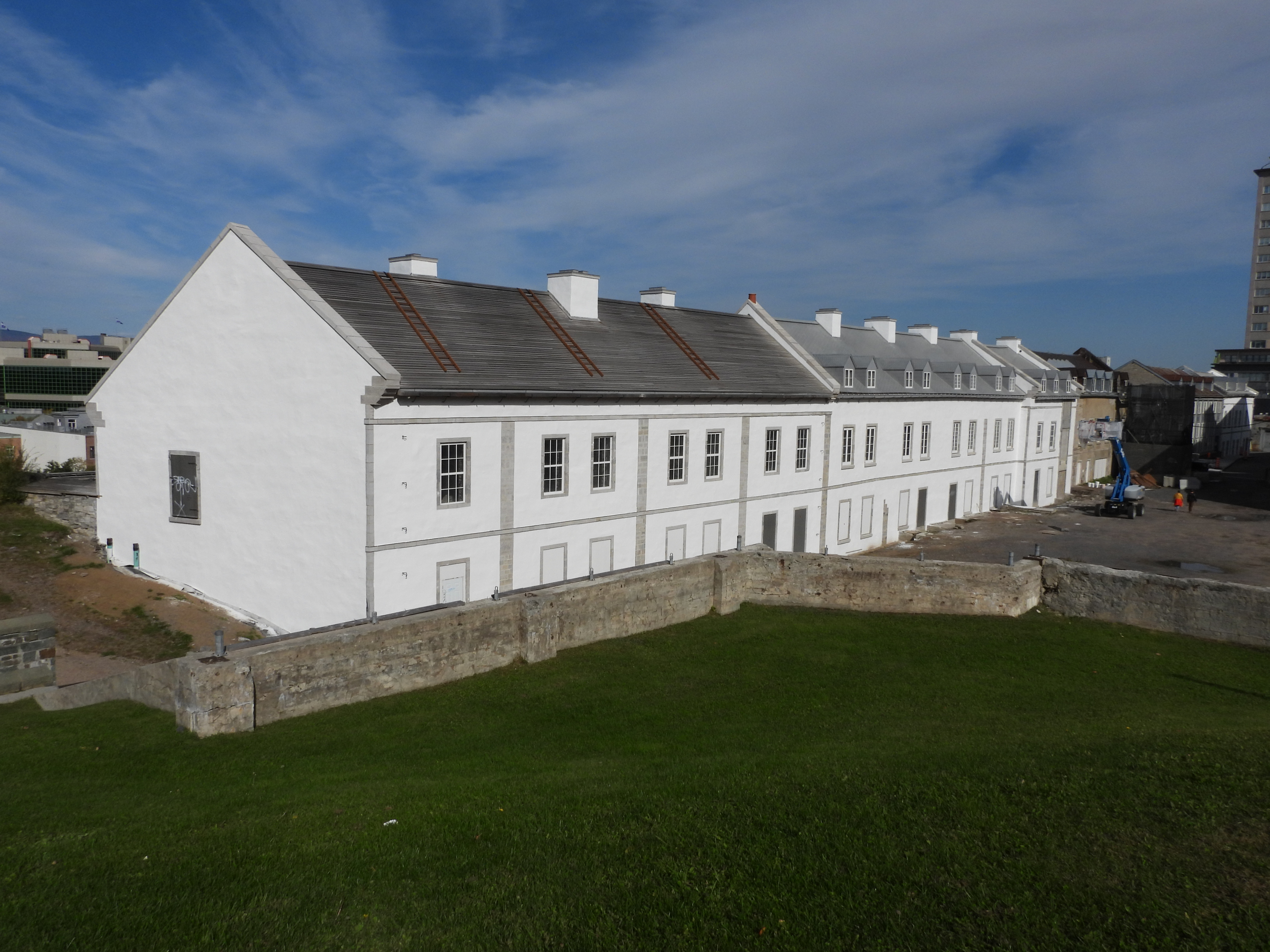
Sections restaurées en 2022